# Suraż
Suraż este un oraș în Polonia.